# عزيئيل
بحسب العهد القديم، عزيئيل (بالعبرية: עֻזִּיאֵל‏) ومعناه «الله هو قوتي» هو ابن قهات وحفيد لاوي، وهو شقيق عمرام وعم هارون ومريم وموسى، وشقيق حبرون، ويصهار. وهو والد مِيشَائِيلُ وَأَلْصَافَانُ وَسِتْرِي، وهو أبو العزيئيلين من سبط اللاويين.
لم يعط الكتاب المقدس أي تفاصيل أخرى عن حياة عزيئيل، ووفقًا لمنتقدي الكتاب المقدس فإن نسب أحفاد لاوي هو في الواقع أسطورة مرضية، تعكس الإدراك الشعبي للصلات بين الأسباط اللاوية المختلفة؛ وينسب علماء النقد النصي هذه الأنساب إلى وثيقة تُنسب إلى مجموعة دينية وسياسية كهنوتية قديمة.